# Радиус, Анна
Анна Радиус (до замужества — Зуккари) (7 мая 1846 — 13 июля 1918) — итальянская писательница, известная под псевдонимом Неера.

## Биография
Дочь архитектора. Выросла в Караваджо. В 10-летнем возрасте осталась без матери. Воспитывалась в семьях родственников. В 1871 году вышла замуж за банкира Эмилио Радиуса.
С 1875 года посещала литературные кружки, где познакомилась с Дж. Верга и Л. Капуана, видными представителями литературного течения веризм, которого она сама также придерживалась.

## Творчество
Плодовитая и успешная писательница, доминирующей темой произведений которой является анализ положения женщин в обществе.
Дебютировала в 1875 году опубликовав свой первый рассказ в «Il Pungolo». Сотрудничала с рядом литературных журналов. В 1890 году основала свой журнал «Vita Intima», где работала вместе с Марией Антуанеттой Торриани.
В своих повестях и романах, часто затрагивающих социальные темы, А. Радиус обнаруживает большую наблюдательность и смело рисует неприглядные стороны современной ей жизни.
Впервые она обратила на себя внимание повестями: «Marcello», «Un Romanzo», «Addio», «Un nido», «Vecchie catene» и др. Позже ею изданы сборник повестей «Iride» (1880), романы: «Il castigo», «Il maritò dell’amica», «Teresa», «Senio», «Nel sogno» (1893) и др.
Несмотря на успех произведений и популярность, А. Радиус считала, что место женщины — дом и семья, называя это «настоящим феминизмом».
Умерла в Милане, будучи прикованной к постели онкологической болезнью. Перед смертью она продиктовала свои мемуары, которые были опубликованы посмертно «Una giovinezza del secolo XIX» («Портрет молодого человека XIX века»).
Похоронена на миланском Монументальном кладбище.

## Избранные произведения
- Un romanzo (роман, 1876)
- Addio! (роман, 1877)
- Il castigo (1881)

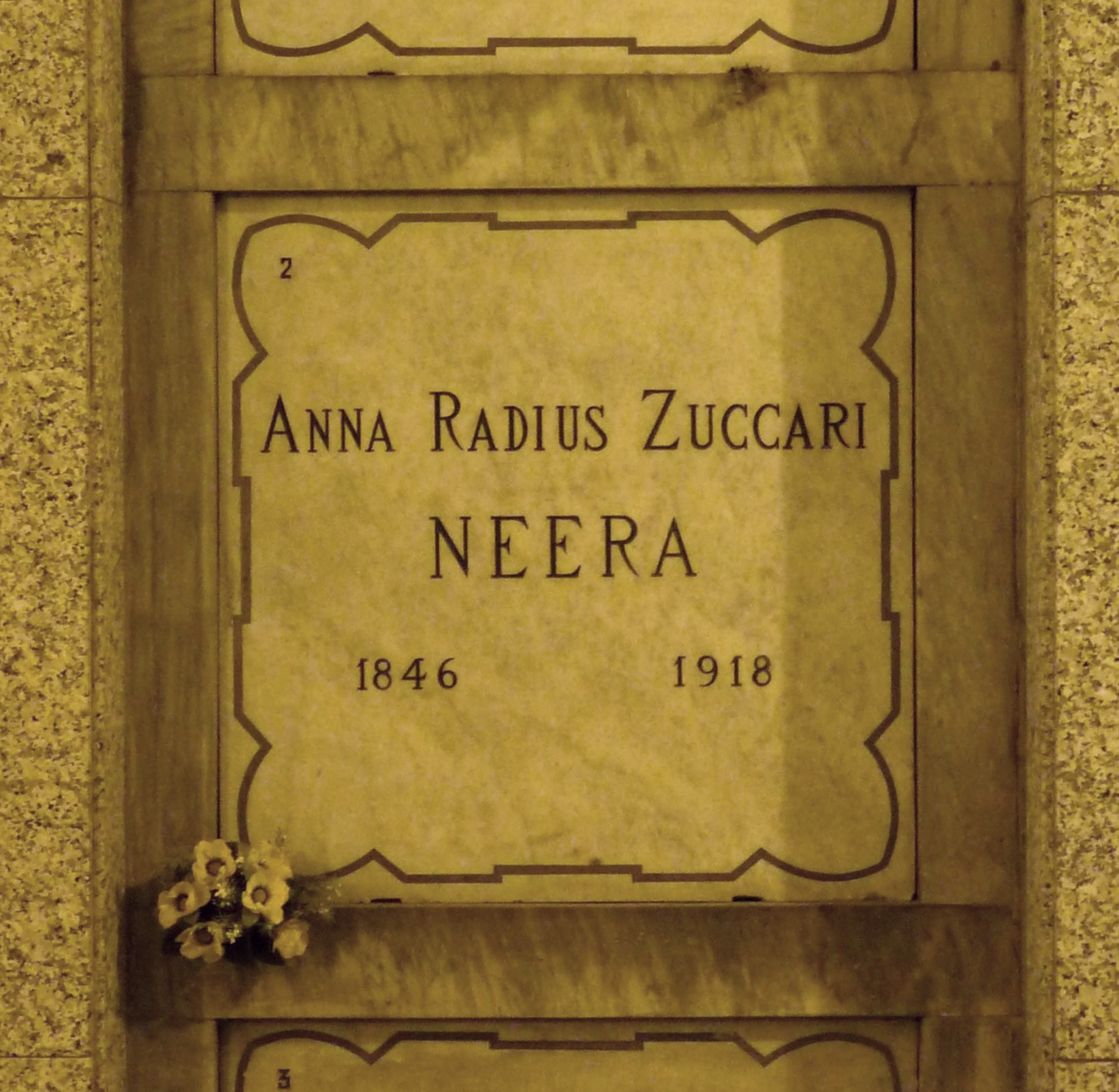
Надгробная плита писательницы А. Радиус Зуккари — Нееры

- Dizionario d’igiene per le famiglie (Словарь семейной гигиены) (в соавт. с П. Мантегацца, 1881)
- Teresa (роман, 1886)
- Lydia (роман, 1887)
- L’indomani (Завтра) (роман, 1890)
- Il libro di mio figlio (эссе, 1891)
- Battaglie per un’idea (эссе, 1897)
- Battaglie per un’idea (эссе, 1898)
- Le idee di una donna (Женская идея) (1903)
- Il marito dell’amica (роман)